# Kulturno-povijesna cjelina Svetog Križa Začretja
Kulturno-povijesna cjelina grada Svetog Križa Začretja, kompleks zgrada u općini Sveti Križ Začretje, zaštićeno kulturno dobro.

## Opis dobra
Sv. Križ Začretje ima karakter naselja nastaloga na akropolnoj poziciji platoa brda, formiranoga kao srednjovjekovno tržno naselje oko ulice - trga s orijentacijom prema župnoj crkvi. Krajem 18. stoljeća definiran je barokni pravokutni trg s prostorno - vizualnim dominantama dvorca i crkve na kraćim stranama i samostojećim baroknim katnicama na užim stranama. Središte naselja je zadržalo rahlu strukturu samostojećih objekata sa zbijenom gradnjom 19. stoljeća uz pročelje crkve.

## Zaštita
Pod oznakom Z-6747 zavedena je kao nepokretno kulturno dobro - pojedinačno, pravnog statusa zaštićena kulturnog dobra, klasificirano kao "kulturno-povijesna cjelina".